# Izumi Mijuki
Izumi Mijuki (泉 美幸; Hepburn: Izumi Miyuki) (Tokió, 1975. május 31. –) japán válogatott labdarúgó.

## Klub
A labdarúgást a Tokyo Shidax LSC csapatában kezdte. 1996-ban a Suzuyo Shimizu FC Lovely Ladies csapatához szerződött. 1996 és 1998 között a Suzuyo Shimizu FC Lovely Ladies csapatában játszott. 30 bajnoki mérkőzésen lépett pályára és 22 gólt szerzett. 1999-ben a Nippon TV Beleza csapatához szerződött. 2006-ban vonult vissza.

## Nemzeti válogatott
1996-ban debütált a japán válogatottban. A japán válogatott tagjaként részt vett az 1996. évi nyári olimpiai játékokon. A japán válogatottban 5 mérkőzést játszott.

## Statisztika
| Japán válogatott | Japán válogatott | Japán válogatott |
| Időszak          | Mérk.            | gól              |
| ---------------- | ---------------- | ---------------- |
| 1996             | 5                | 0                |
| Összesen         | 5                | 0                |

## Sikerei, díjai
Klub
- Japán bajnokság: 2000, 2001, 2002, 2005, 2006

Egyéni
- Az év Japán csapatában: 1998, 1999